# Whiting (Maine)
Whiting – miasto w Stanach Zjednoczonych, w stanie Maine, w hrabstwie Washington.